# Ann Catrine Fogelgren
Ann Catrine Fogelgren, född 30 mars 1954 i Lundby församling i Göteborg, är en svensk politiker. Hon representerar Liberalerna och är biträdande kommunalråd i Göteborg sedan sommaren 2010.

## Biografi
Ann Catrine Fogelgren är utbildad socionom och bor i Linnéstaden i centrala Göteborg. Hon valdes till ledamot av fullmäktige 2002 och blev biträdande kommunalråd för Folkpartiet Liberalerna i augusti 2010. Sedan 2014 är Ann Catrine vice ordförande i Göteborgs byggnadsnämnd och i Göteborgs stadsteater.  
Hon har tidigare varit vice ordförande i Sociala Resursnämnden, ledamot av Byggnadsnämnden, Konsumentnämnden, Kulturnämnden, samt styrelserna för GöteborgsOperan, BRG och Göteborgs Spårvägar AB. Ann Catrine Fogelgren har tidigare även varit ordförande för Folkpartiet Liberalerna i Göteborg och är i dag 1:e vice ordförande i partiets länsförbund. 
Hon har sysslat med personal- och utbildningsfrågor under flera år. 1993 blev hon företagare när hon köpte Knapp-Carlsson som är en detalj- och grossistverksamhet inom textil som i dag räknas som en institution i Göteborg. I dag har företaget sex anställda och företaget firade 2010 100-årsjubileum.

## Priser och utmärkelser (urval)
- 2009 – Kulturpriset – Kulturminnesföreningen Otterhällan, Göteborg.[2]